# Catasticta seitzi
Catasticta seitzi is een vlindersoort uit de familie van de witjes (Pieridae), onderfamilie Pierinae.
De wetenschappelijke naam van de soort werd in 1912 gepubliceerd door Lathy & Rosenberg.